# Карпушины
Карпушины — деревня в Котельничском районе Кировской области в составе Карпушинского сельского поселения.

## География
Располагается на расстоянии примерно 8 км по прямой на запад от райцентра города Котельнич.

## История
Известна с 1802 года как деревня Вторая Карповская с 6 дворами. В 1873 году здесь (деревня Карповская 2-я или Карпушины) было учтено дворов 12 и жителей 137, в 1905  17 и 120, в 1926 23 и 105, в 1950 19 и 64, в 1989 проживало 4 человека. Настоящее название утвердилось с 1939 года.

## Население
Постоянное население  составляло 4 человека (русские 100%) в 2002 году, 7 в 2010.